# Pierre Varignon
Pierre Varignon (Caen, 1654. – Pariz, 23. prosinca 1722.), francuski matematičar i fizičar, poznat po doprinosima na područjima kinematike, statike, dinamike i euklidske geometrije, poput istraživanja paralelograma vektora, momenta sile, Leibnizova diferencijalnog računa te infinitezimalnog računa. Prijateljevao je s Newtonom, Leibnizom i obitelji Bernoulli. Bio je članom Francuske akademije znanosti, Pruske akademije i Londonskog kraljevskog društva.
Objavio je sljedeća djela:
- Projet d'une nouvelle mécanique (1687. ili 1689.),
- Nouvelles conjectures sur la pesanteur (1690.),
- Nouvelle mécanique, ou Statique (1725.),
- Éclaircissements sur l'analyse des infiniment petits et sur le calcul exponentiel des Bernoulli (1725.),
- Traité du mouvement et de la mesure des eaux jaillissantes (1725.),
- Eléments de mathématiques (1731.).

## Vanjske poveznice
- Natuknica u Mathematics Genealogy Project
- Natuknica  Arhivirana inačica izvorne stranice od 5. ožujka 2021. (Wayback Machine) u mrežnoj pismohrani Londonskog kraljevskog društva